# Вест-Свонзі (Нью-Гемпшир)
Вест-Свонзі (англ. West Swanzey) — переписна місцевість (CDP) в США, в окрузі Чешир штату Нью-Гемпшир. Населення — 1281 особа (2020).

## Географія
Вест-Свонзі розташований за координатами 42°52′15″ пн. ш. 72°19′21″ зх. д. / 42.87083° пн. ш. 72.32250° зх. д. (42.870960, -72.322517).  За даними Бюро перепису населення США в 2010 році переписна місцевість мала площу 6,61 км², з яких 6,56 км² — суходіл та 0,05 км² — водойми.

## Демографія
Згідно з переписом 2010 року, у переписній місцевості мешкало 1308 осіб у 581 домогосподарстві у складі 340 родин. Густота населення становила 198 осіб/км².  Було 617 помешкань (93/км²).
Расовий склад населення:
| - 93,2 % — білих - 4,4 % — азіатів - 0,8 % — чорних або афроамериканців - 0,2 % — корінних американців |

До двох чи більше рас належало 1,2 %. Частка іспаномовних становила 1,2 % від усіх жителів.
За віковим діапазоном населення розподілялося таким чином: 21,5 % — особи молодші 18 років, 63,9 % — особи у віці 18—64 років, 14,6 % — особи у віці 65 років та старші. Медіана віку мешканця становила 37,9 року. На 100 осіб жіночої статі у переписній місцевості припадало 86,1 чоловіків;  на 100 жінок у віці від 18 років та старших — 86,1 чоловіків також старших 18 років.
Медіана доходів становила 29 524 долари для чоловіків та 27 738 доларів для жінок. За межею бідності перебувало 40,2 % осіб, у тому числі 83,1 % дітей у віці до 18 років та 13,5 % осіб у віці 65 років та старших.
Цивільне працевлаштоване населення становило 705 осіб. Основні галузі зайнятості: виробництво — 28,2 %, освіта, охорона здоров'я та соціальна допомога — 19,3 %, роздрібна торгівля — 16,9 %.